# Blaž Kraljević

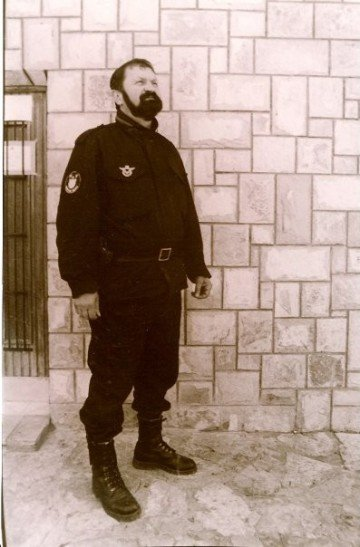
Blaž Kraljević vor dem Hauptquartier der HOS-Miliz in Ljubuški (um 1992).

Blaž Kraljević (* 17. September 1947 in Lisice, zu Ljubuški; † 9. August 1992 in Kruševo bei Mostar) war ein militanter jugoslawischer Emigrant kroatischer Abstammung sowie neofaschistischer Politiker und Paramilitär, während des Kroatien- und Bosnienkriegs. Nach seiner Emigration bekämpfte er von Australien aus das sozialistische Jugoslawien. Unmittelbar vor dem kriegerischen Zerfall Jugoslawiens siedelte Kraljević im Jahr 1990 nach Kroatien über und wurde Funktionär der Kroatischen Partei des Rechts (HSP) sowie Kommandeur der Parteimiliz Kroatische Verteidigungskräfte (HOS) in der westlichen Herzegowina, die in Anlehnung an die faschistische Ustascha für die Errichtung eines Großkroatien kämpfte. Kurz nach Ausbruch des Bosnienkriegs im Jahr 1992 wurde Kraljević unter nicht geklärten Umständen von Angehörigen des Kažnjenička bojna, einer Einheit des Kroatischen Verteidigungsrats (HVO) liquidiert. Kurz danach wurde die HOS-Miliz auch in Bosnien und Herzegowina aufgelöst und deren ehemalige Angehörige teils in die HVO übernommen.

## Leben

### Emigration
Kraljević wurde am 17. September 1947 im Dorf Lisice bei Ljubuški in der Herzegowina, als eines von acht Kindern der Eheleute Nikola und Mara Kraljević geboren. Mit 19 Jahren verließ er das sozialistische Jugoslawien um in  West-Deutschland zu arbeiten. Von dort wanderte er wenige Monate später mit Freunden nach Australien aus und eröffnete dort zusammen mit Ante Šuto ein Restaurant. Während dieser Zeit schloss er sich dort der Kroatischen Revolutionären Brüderschaft (HRB) an, welche seit den 1950er-Jahren, die Ustascha-Bewegung in Australien darstellte. Zusammen mit Ante Šuto und weiteren HRB-Mitgliedern sollte er 1972 nach Frankfurt am Main reisen, um sich der sogenannten Akcija Feniks (Aktion Phönix) anzuschließen, einer erfolglosen Terroraktion der HRB in Jugoslawien. Kraljević wurde allerdings ein Tag vor der Abreise vom australischen Inlandsgeheimdienst ASIO wegen illegalem Alkoholverkaufs festgenommen.

### Rückkehr und Kroatienkrieg

Ärmelabzeichen der HOS-Angehörigen unter Blaž Kraljević.

Im Frühjahr 1990, kurz vor den ersten Mehrparteienwahlen, kehrte Kraljević nach Kroatien zurück. Er wurde Funktionär der neofaschistischen Partei HSP und übergab dieser eine Spende von mehreren hunderttausend australischen Dollar, die von Kroaten in Australien stammte, um den Kauf von Waffen für den Kroatienkrieg zu finanzieren. Der HSP-Präsident Dobroslav Paraga ernannte Kraljević zum Kommandeur der Truppen der Parteimiliz HOS in der Herzegowina, die am 18. Dezember 1991 in Ljubuški aufgestellt wurden.

### Bosnienkrieg

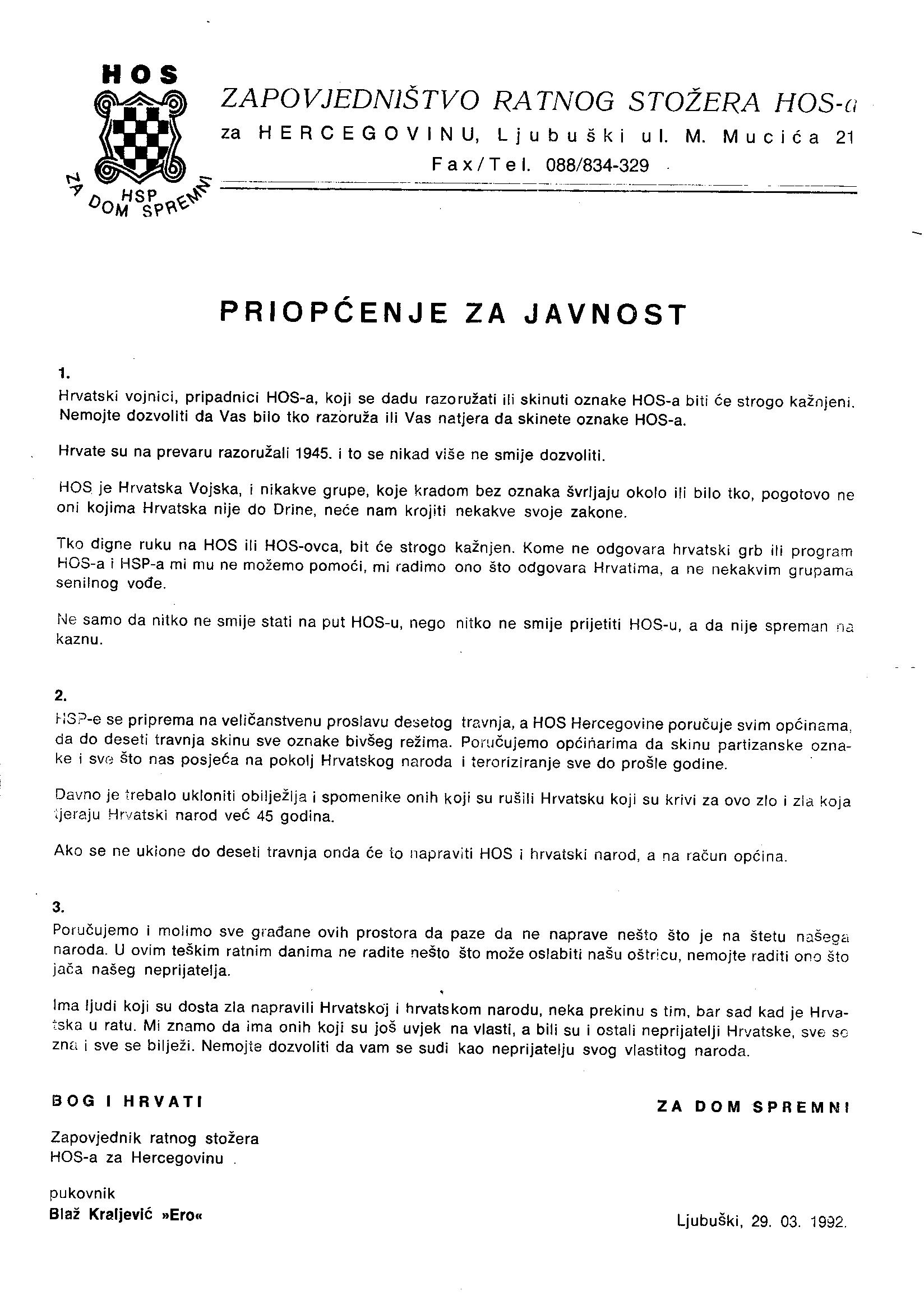
Von Kraljević kurz vor Ausbruch des Bosnienkriegs herausgegebene Pressemitteilung der HOS vom 29. März 1992.

Als HOS-Kommandeur war Kraljević 1992 an der gegen die jugoslawischen und serbischen Truppen gerichteten Operation Čagalj beteiligt, mit der die Kontrolle über Mostar und die westliche Herzegowina erlangt werden konnte. Die HOS brachte dort unter anderem die Städte Ljubuški, Čapljina, Čitluk, Trebinje, Stolac und deren umliegenden Gebiete unter ihre Kontrolle. Die Truppenstärke der HOS in Bosnien und der Herzegowina soll bis zu 5000 Mann erreicht haben.

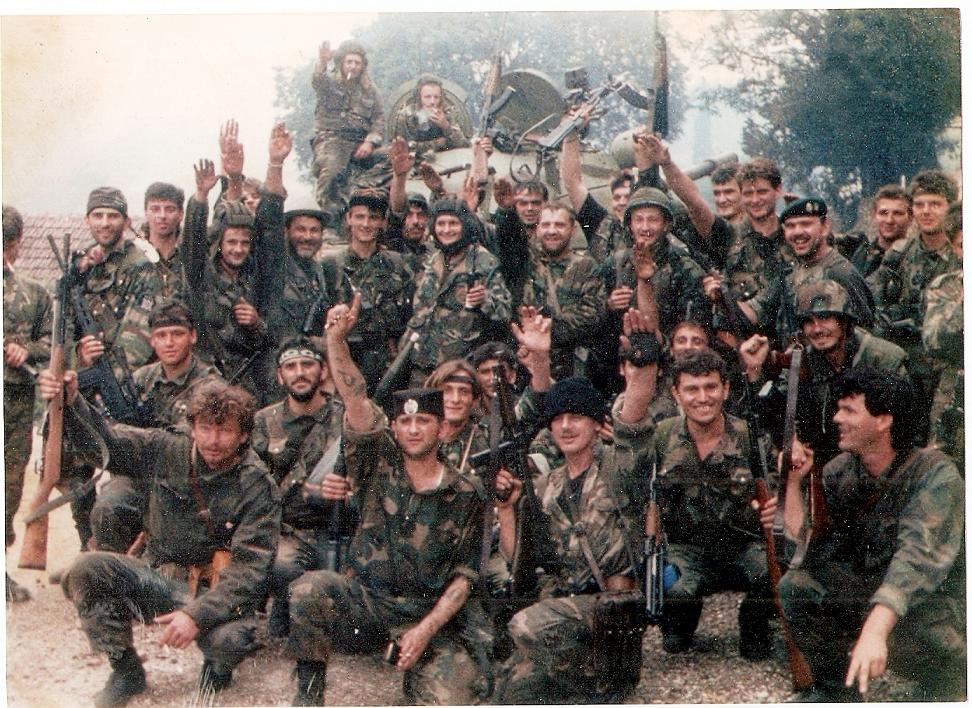
Soldaten der HOS nach der Eroberung von Klepci bei Čapljina in der westlichen Herzegowina, während der „Operation Čagalj“ im Juni 1992. Die Zugehörigkeit zur HOS ist an einem Ärmelabzeichen klar erkennbar (2. v. l., stehend). Ein Soldat trägt eine offenbar erbeutete Mütze serbischer Tschetniks, eine schwarze Šajkača mit serbischem Doppeladler (2. v. l., hockend). Einige Soldaten haben den rechten Arm zum faschistischen Gruß ausgestreckt.

### Konflikt mit der HVO
Die HOS verweigerte eine Zusammenarbeit mit der HVO, was zu einem Konflikt und einem Machtkampf mit der Führung der Kroatischen Republik Herceg-Bosna führte. Denn Kraljević und sein Gefolge fühlten sich näher mit der ARBIH verbunden als mit der HVO, was die Führung Bosniens auch dazu nutzte, um die Kroatischen Republik Herceg-Bosna zu destabilisieren. Kraljević lehnte mehrere Angebote ab, die HVO und HOS unter ein Kommando zu bringen und beschuldigte die Führung der Kroatischen Republik Herceg-Bosna um ihren Präsidenten Mate Boban des Antikroatismus.

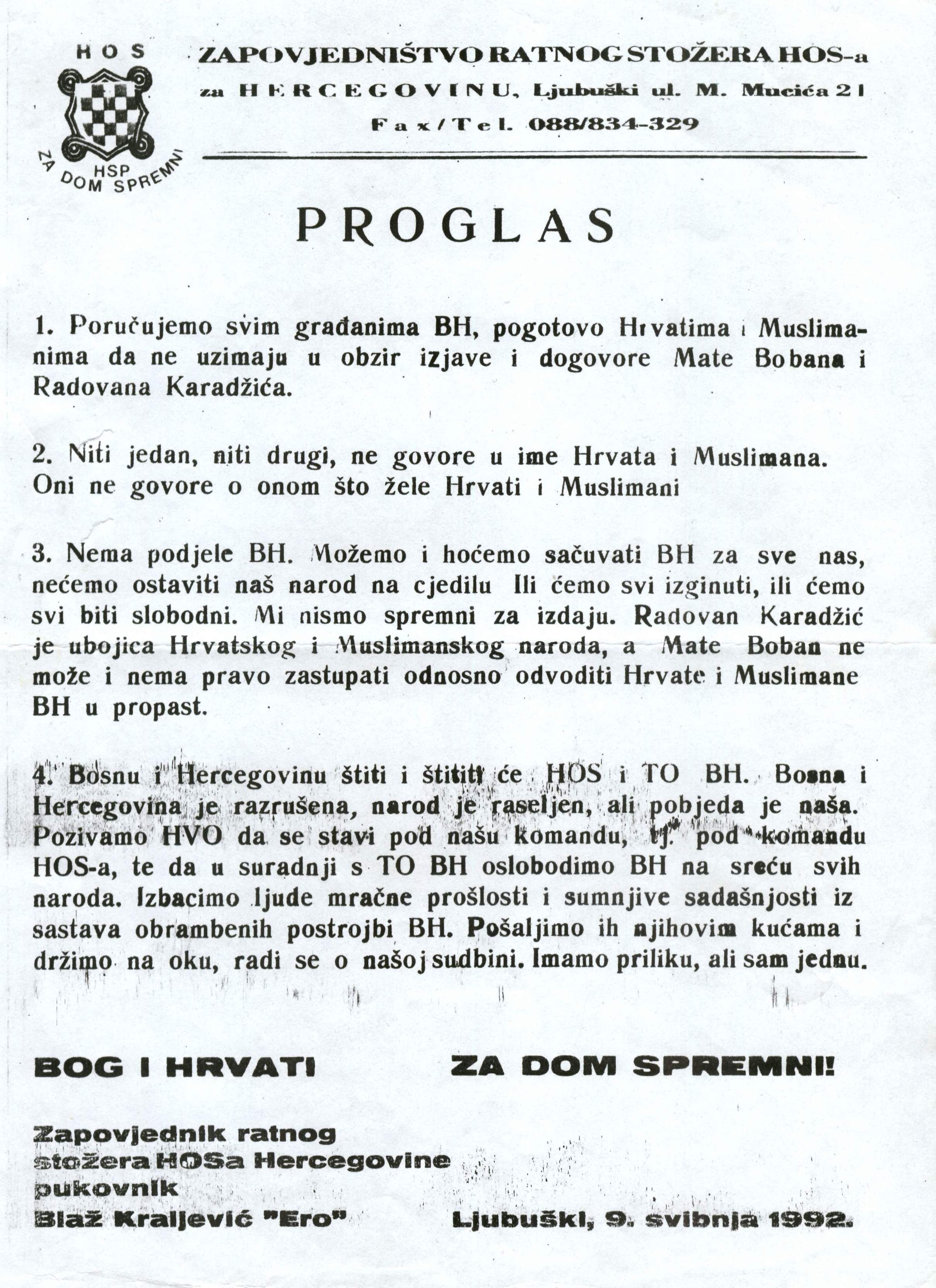
Das von Kraljević herausgegebene Flugblatt vom 9. Mai 1992 schließt mit den Worten Za dom spremni.

Am 9. Mai 1992 verkündete Kraljević öffentlich in einem Flugblatt, dass kein Bewohner Bosniens und der Herzegowina die Aussagen und Vereinbarungen des Kroatenführers Mate Boban und des Serbenführers Radovan Karadžić beachten solle. Keiner der beiden würde in den Interessen der Kroaten und Muslime handeln. Karadžić sei ein Mörder des kroatischen und muslimischen Volkes und Mate Boban habe kein Recht, Kroaten und Muslime zu vertreten und in den Ruin zu führen. Anfang August 1999 wurde Kraljević von der Regierung von Bosnien und Herzegowina in Sarajevo zum Mitglied des Generalstabs der Armee der Republik Bosnien und Herzegowina (ARBiH) ernannt.

### Tod
Am 9. August 1992 traf sich Kraljević mit Offizieren der Territorialverteidigung von Bosnien und Herzegowina. Das Treffen war von Vinko Martinović Štela organisiert worden, dem Befehlshaber des 4. Bataillons der HOS in Mostar. Auf dem Rückweg nach Čitluk, wurde Kraljević und seine acht Unterführer Gordan Čuljak (* 1973), Šahdo Delić (* 1966), Ivan Granić (* 1973), Rasim Krasniqi (* 1973), Osman Maksić (* 1966), Mario Medić (* 1966), Vinko Primorac (* 1959) und Marko Stjepanović (* 1964) von Angehörigen des HVO erschossen. Dabei wurde auch ein HVO-Soldat getötet und ein anderer verwundet. Kraljević sollte nach Split gebracht werden, um der Unterordnung der HOS unter die HVO zustimmen. Die genauen Umstände des Konflikts wurden nicht aufgeklärt. Kraljević wurde am 13. August 1992 im Geburtsort Lisice beerdigt. Die Parteiführung der HSP beförderte ihn posthum zum Krilnik (vergleichbar dem Brigadegeneral), in den höchsten Rang der HOS. Zwei Wochen nach Kraljevićs Tod, am 23. August 1992, unterzeichneten Mate Boban und der HOS-Stabschef Ante Prkačin, in Grude die Vereinbarung über die Auflösung der HOS in Bosnien und Herzegowina. Die Angehörigen der HOS wurden teils in die HVO oder auch die ARBIH eingegliedert.
Nach Kraljevićs Tod kam es zu mehreren Anklagen seitens HSP-Funktionären. So erhob unter anderem HSP-Päsident Dobroslav Paraga  vor dem Internationalen Strafgerichtshof in Den Haag Anklage gegen Vice Vukojević, Mate Boban, Mladen Naletilić, Ivan Andabak und Bruno Stojić wegen Kriegsverbrechen. Allerdings wurden nie Untersuchungen eingeleitet. Im Jahr 2013 nahm die Staatsanwaltschaft in Zagreb Ermittlungen auf und verhörte Zeugen in Mostar.